# Samuel Klein (przedsiębiorca)
Samuel Klein (ur. 15 listopada 1923 w Zaklikowie, zm. 20 listopada 2014 w São Paulo) – Brazylijski przedsiębiorca żydowskiego pochodzenia. 

## Życiorys
Samuel Klein urodził się 15 listopada 1923 roku w Zaklikowie jako trzecie z dziewięciorga dzieci. W wieku 12 lat porzucił naukę w szkole i rozpoczął pracę w zakładzie stolarskim ojca. W trakcie II wojny światowej został umieszczony w obozie w Budzyniu, gdzie jako stolarza przydzielono go do brygady stolarskiej. Nieliczni ocaleli z tego obozu rekrutowali się głównie z brygad robotników. Po likwidacji obozu zbiegł z transportu do obozu w Oświęcimiu i ukrywał się u spotkanych podczas ucieczki Polaków.
Po zakończeniu wojny odnalazł część członków rodziny i zajął się handlem wędliną i wódką na Lubelszczyźnie, a wkrótce potem rozpoczął działalność w Berlinie, w którym organizował handel z odbiorcami w Polsce, m.in. mąką, skórami, aspiryną i monetami kolekcjonerskimi. W tym okresie nawiązał kontakty z rynkiem brazylijskim, skąd importował kawę i papierosy. W 1949 roku wyjechał z Europy do Boliwii, a potem do Brazylii. W São Paulo, wraz ze znajomym z Niemiec, rozpoczął pracę w handlu, początkowo sprzedawał towar prosto z wozu.
W 1952 roku, gdy odłożył dość pieniędzy, założył pierwszy sklep z wyposażeniem domu. Z czasem rozwinął sieć sklepów Casas Bahia, oferujących meble, sprzęt elektroniczny i wyposażenie domu.
W 2009 roku przekazał zarządzanie swoją firmą synowi, Michaelowi. Gdyby mieszkał w Polsce jego majątek o wartości 6,4 mld zł pozwoliłby mu się znaleźć na piątym miejscu listy najbogatszych Polaków.
Zmarł 20 listopada 2014 roku w São Paulo z powodu niewydolności oddechowej.